# Evergestis anartalis
Evergestis anartalis is een vlinder uit de familie van de grasmotten (Crambidae). De wetenschappelijke naam van de soort is, als Hercyna anartalis, voor het eerst gepubliceerd in 1892 door Otto Staudinger.

## Type
- neotype: "male, prep. no. M. Nuss 1040"
- instituut: ZMHB, Berlijn, Duitsland
- typelocatie: "Uzbekistan, Namangan, 40°57'N, 71°40'E"

Het neotype is vastgelegd door M. Nuss in 2011

## Verspreiding
De soort komt voor in Oezbekistan, Kazachstan, Kirgizië en China. Het is een soort van het hooggebergte.